# Kruplin Średni
Kruplin Średni ( pronunciación en polaco: /ˈkruplin ˈɕrɛdɲi/ ) es una aldea ubicada en el distrito administrativo de Gmina Nowa Brzeźnica, dentro del condado de Pajęczno, voivodato de Łódź, en el centro de Polonia. Se encuentra a unos 6 kilómetros al este de Nowa Brzeźnica, a 18 kilómetros al sureste de Pajęczno, y a 80 kilómetros al sur de la capital regional Łódź.
El pueblo tiene una población de 32 habitantes.